# 1958年4月19日日食
1958年4月19日日食是一次日環食，發生於1958年4月19日（西半球為4月18日）。新月當天（即朔日），地球上觀測到月球和太阳的角距離極小，此時月球如果恰好在月球交點附近，穿過太阳和地球之間，與地球、太阳接近一直線，則會出現日食。月球穿過太阳和地球之間，但距地球較遠，本影未能接觸地表，而使偽本影覆蓋的區域內看到月球的角直徑小於太陽，就形成日環食，同時在偽本影兩側數千公里的半影範圍內形成日偏食。此次日環食經過了英屬馬爾地夫、印度尼科巴群島、缅甸、泰国、柬埔寨、老挝、北越、南越、中国大陆、香港、臺灣、琉球列島、日本，日偏食則覆蓋了亚洲的大部分區域及周邊部分地區。

## 日食概況

### 出現區域
阿拉伯海以南、赤道附近的印度洋洋面在4月19日日出時最先看到日環食，偽本影穿過英屬馬爾地夫、孟加拉灣、安達曼海、尼科巴群島、中南半島，又擦過中国的南海沿岸地區並經過香港、臺灣後跨過东海，在黄尾屿以北約65公里的海面達到最大食分，隨後偽本影覆蓋琉球群岛、伊豆群島數個島嶼後向東移動，跨過國際日期變更線，在4月18日日落時結束於夏威夷群島考艾岛西北約1020公里的太平洋洋面。陸地上看到的日環食均在4月19日。其中，偽本影覆蓋了一個正式首都，泰国曼谷，及中華民國的實際首都臺北。
偽本影經過的陸地包括：
- 英屬馬爾地夫（今马尔代夫）：北至南阿里環礁南部和瓦夫環礁，南至拉穆環礁的數個島嶼；
- 印度尼科巴群島：北至卡爾尼科巴島，南至卡徹爾島北部和格莫爾達島北部的島嶼；
- 緬甸聯邦：德林達依省中南部；
- 泰國：拉廊府北端、班武里府、佛丕府、叻丕府除北部外的剩餘部分、佛統府南半部、龍仔厝府、大城府東南部、巴吞他尼府除西北角外的絕大部分、暖武里府除西北角外的絕大部分、曼谷市、北欖府、北標府南部、坤西育府，除尖竹汶府極南端和桐艾府中南大部外的泰國東部地區各府，以及呵叻府東南半部、武里南府除北端外的絕大部分、瑪哈沙拉堪府南部、素輦府、黎逸府除西北部外的大部、四色菊府、益梭通府除西北極小一角外的全部、莫拉限府東南部、安納乍能府、烏汶府；
- 柬埔寨王国：馬德望省除東南部外的大部（含今班迭棉吉省和拜林市）、暹粒省北半部（含今奥多棉吉省）、上丁省西北部（今柏威夏省西北部）；
- ：占巴塞省除東南部外的大部、阿速坡省西北角、塞公省除東南部外的大部、沙拉灣省、沙灣拿吉省除西北角外的大部、甘蒙省東南角；
- 北越（今屬越南）：廣平省南半部；
- 南越（今屬越南）：廣治省、承天省（今順化市）、廣南省西北部（含今峴港市除東南角外的大部）；
- 中华人民共和国：广东省的海南岛除西北側外的大部（今屬海南省）及東端海岸、福建省東南沿岸；
- 英屬香港：整個香港島、九龍除西北角外的大部、新界東南部；
- 中華民國：金門、澎湖群島、臺灣島北部和西部；
- 琉球列島：釣魚臺列嶼（今有主權爭議）；
- 日本：大隅群島中的口永良部島、屋久島、馬毛島、種子島，吐噶喇列島全體島嶼，奄美群島中德之島西北角、加計呂麻島、與路島、請島、奄美大島、喜界島北部一線以北部分，及伊豆群島中的八丈島、八丈小島和青島；[3][4]

除了上述狹窄的環食帶內能看到日環食之外，月球半影覆蓋範圍內都能看到日偏食，包括除西北部分地區外的亚洲大部、非洲之角東端、新幾內亞西北部、北美洲西北部及太平洋西部和北部的諸島嶼。其中大部分位於國際日期變更線以西，在4月19日看到日食，剩下的部分在4月18日看到日食。

### 基本參數
- 類型：日環食
- 食甚中心處（位于黄尾屿以北約65公里的东海海面）資料：
  - 時間：1958年4月19日3:26:44.3
  - 地點：26°19.7′N 123°33.3′E / 26.3283°N 123.5550°E
  - 食分：0.9408（環食帶內最大）
  - 日環食持續時間：7分6.9秒

## 觀測
地球繞太阳、月球繞地球公转及月球交點的移動均有規律，只要數據足夠準確，就能夠精確計算出過去及將來的日食，也能為日食觀測提前做準備。日環食發生時，無論是看到環食的偽本影區域內，還是看到偏食的半影區域內，月球都只遮擋了部分陽光，不像日全食有類似黑夜的景象，能看到的只是太阳形狀有所殘缺，色球、日冕和日珥等光球以外的部分仍然無法看到。然而，觀測毫米波太阳射电的資料可以了解色球低層及中層結構，這在日環食時更有價值。
蘇聯科學院和中国科学院組成了聯合觀測隊前往中国三亞，利用列別傑夫物理研究所製造的赤道式拋物面射电望远镜和用作接收機的雙路輻射計做了8毫米波射电觀測。中国射电天文学也由此開始發展。而此次日環食之後不久就中苏交恶，1968年的日全食兩國並未共同觀測，在1969年1月23日《人民日报》發文報導1968年日全食觀測成果時也指責苏联在1958年「掠取日环食资料」，且只留給中国一台「破烂不堪的射电望远镜天线」，此後又要了回去。
日本向伊豆群島中的八丈島派了觀測船，還在大隅群島的種子島拍攝了日環食照片，並每隔10分鐘記錄一次亮度、氣壓、氣溫、濕度、貯水池的水溫、地面溫度、風向、風速等數據。

## 相關的日食

### 1957-1960年的日食
月球交替位於相對的月球交點時，以半個交點年（食年），即約177天又4小時間隔出現下列日食。
| 降交點   | 降交點                   |          | 升交點                   | 升交點 |
| 沙羅週期 | 地圖                     | 沙羅週期 | 地圖                     |        |
| 118      | 1957年4月30日 環食       | 123      | 1957年10月23日 全食      |        |
| 128      | 1958年4月19日 環食       | 133      | 1958年10月12日 全食      |        |
| 138      | 1959年4月8日 環食        | 143      | 1959年10月2日 全食       |        |
| 148      | 1960年3月27日 偏食（南） | 153      | 1960年9月20日 偏食（北） |        |

### 沙羅週期
沙羅週期長度為18年11天。本次日食屬於沙羅週期128，共包含73次日食，依次為984年8月29日至1399年5月6日的24次日偏食、1417年5月16日至1471年6月18日的4次日全食、1489年6月28日至1543年7月31日的4次全環食（亦稱混合食）、1561年8月11日至2120年7月25日的32次日環食、2138年8月5日至2282年11月1日的9次日偏食，總共歷時1298.17年。其中最長的全食發生於1453年6月7日，共持續了1分45秒。
下表列舉了1901年至2100年間發生的屬於該周期的日食，是第52至62次：
| 52            | 53            | 54            |
| ------------- | ------------- | ------------- |
| 1904年3月17日 | 1922年3月28日 | 1940年4月7日  |
| 55            | 56            | 57            |
| 1958年4月19日 | 1976年4月29日 | 1994年5月10日 |
| 58            | 59            | 60            |
| 2012年5月20日 | 2030年6月1日  | 2048年6月11日 |
| 61            | 62            |               |
| 2066年6月22日 | 2084年7月3日  |               |

## 資料來源
1. 1 2  樊忠玉. . 中国天文科普网.   [2015-07-17]. （原始内容存档于2014-09-17）.
2. 1 2  Fred Espenak. . NASA Eclipse Web Site.   [2015-07-17]. （原始内容存档于2020-10-24）.（英文）
3. ↑  Fred Espenak. . NASA Eclipse Web Site.   [2015-07-17]. （原始内容存档于2020-10-25）.（英文）
4. ↑  Xavier M. Jubier. .   [2016-01-10]. （原始内容存档于2016-06-23）.（法文）（英文）
5. ↑  Fred Espenak. . NASA Eclipse Web Site.   [2013-04-15]. （原始内容存档于2008-08-29）.（英文）
6. 1 2  Н. А. Аменицкий, 李征帆, А. Е. Саломонович, У. В. Хангильдин, 陳鈞量. . 天文學報. 1959-06, 7 (1): 7–10.（中文）（俄文）
7. ↑  .   [2015-07-18]. （原始内容存档于2009-08-10）.（俄文）
8. ↑  储姗姗. . 2013中国天文学会学术年会文集. 2013.
9. ↑  . 《人民日报》. 1969-01-23. 一九五八年苏修打着“中苏日环食联合观测”的幌子，来我国掠取日环食资料。观测结束后，把一台破烂不堪的射电望远镜天线留在中国，还美其名曰“帮助中国发展射电天文学”。后来，赫鲁晓夫修正主义集团把这个破烂的射电望远镜天线也要了回去。
10. ↑  . 日食ナビ.   [2015-07-18]. （原始内容存档于2016-03-05） （日语）.
11. ↑  . 鹿児島県天文協会.   [2015-07-18]. （原始内容存档于2016-03-04） （日语）.
12. ↑  Fred Espenak. . NASA Eclipse Web Site.（英文）

## 外部連結
- NASA日食專頁（页面存档备份，存于）（英文）
- 可見區域圖和時間統計：由弗雷德·埃斯佩纳克做出的日食預報，NASA/GSFC
  - Google互動地圖呈現的日食範圍
  - 貝塞爾元素
- Google地圖顯示的日環食和日偏食範圍（页面存档备份，存于）（法文）（英文）

| \| \| 日食 \|                              |                              |                                            |
| 上一次日食： 1957年10月23日日食 （日全食） | 1958年4月19日日食 （日環食） | 下一次日食： 1958年10月12日日食 （日全食） |
| 上一次日環食： 1957年4月30日日食           | 1958年4月19日日食 （日環食） | 下一次日環食： 1959年4月8日日食            |
|                                            | 日食                         |                                            |